# フランケン地方

フランケン地方の紋章

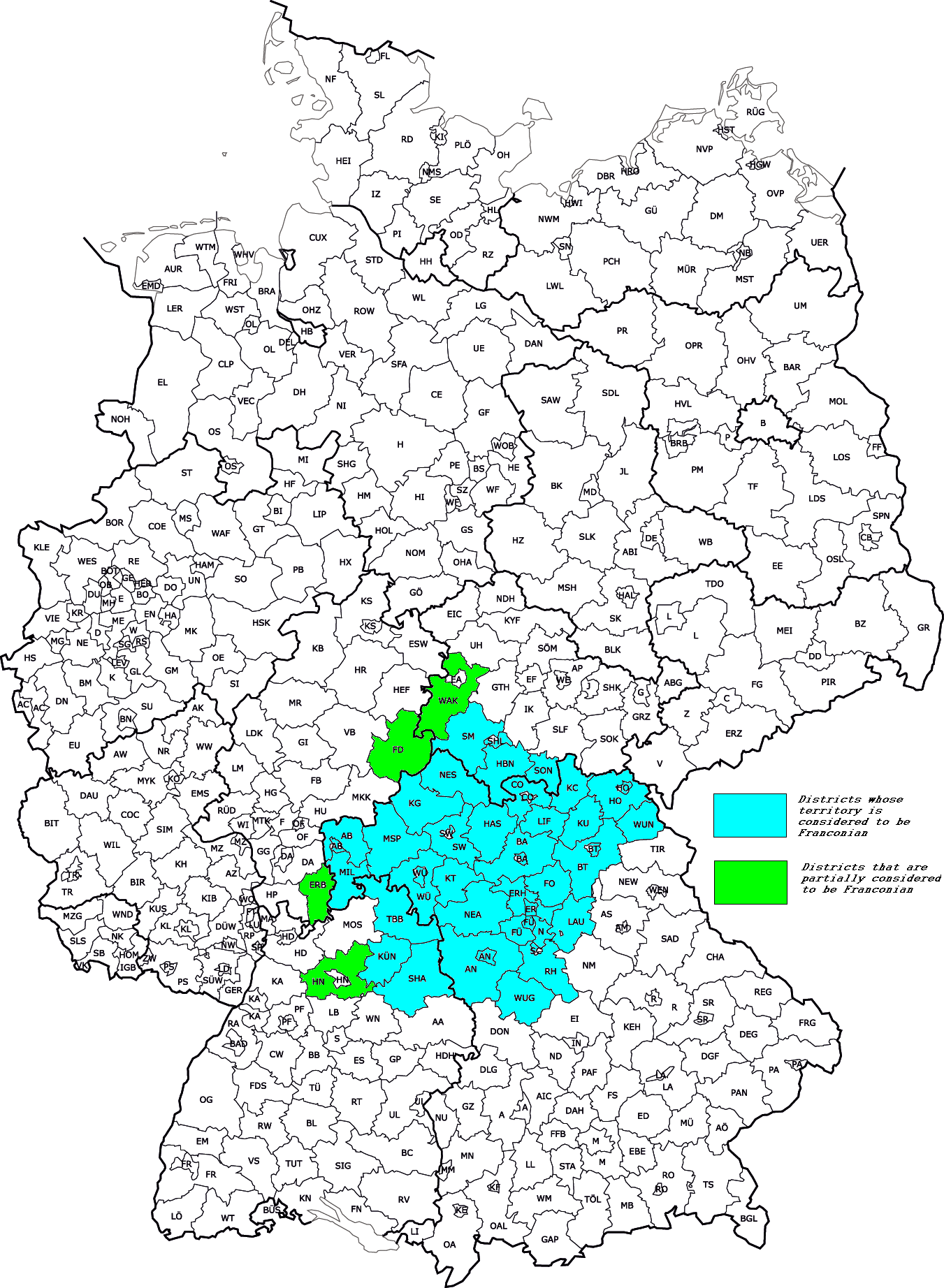
ドイツにおけるフランケン地方の位置

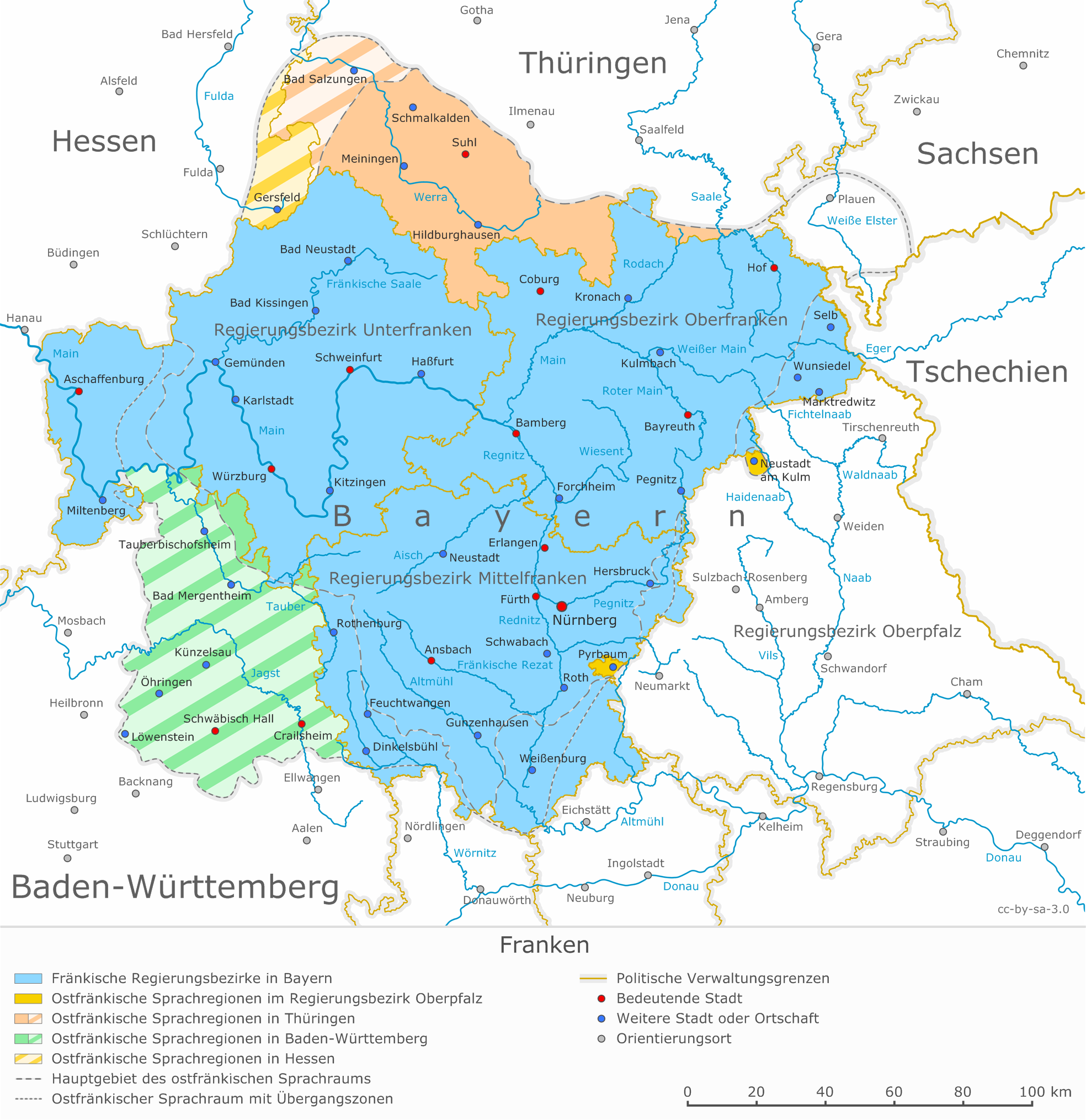
狭義のフランケン地方

フランケン地方（標準ドイツ語: Franken、アレマン語: Frangge、バイエルン・オーストリア語: Frankn）は、ドイツ中南部から南ドイツの北部に位置する地方の名称。

## 概要
現在の行政区画に当てはめると、ドイツ連邦共和国のバイエルン州に属するドイツの行政管区の7県のうち、ヴュルツブルクを中心とするウンターフランケン県、行政上はアンスバッハ・文化的にはニュルンベルクを中心とするミッテルフランケン県、バイロイトを中心とするオーバーフランケン県の3県を合わせた、バイエルン州北部一帯の地域にあたる。ただし歴史的には現在よりも広い領域を含む時代もあった（以下、およびフランケン大公の項に詳述する）。
また、ヘッセン州の南東部の一部とテューリンゲン州南西部のバイエルン隣接地域（ズール、シュマルカルデン＝マイニンゲン郡・ゾンネベルク郡、ヒルトブルクハウゼン郡、ヴァルトブルク郡）や、ザクセン州南西部のプラウエンを中心としたケムニッツ地方南端部、バーデン＝ヴュルテンベルク州北部（ヴュルテンベルク、シュトゥットガルトも含む）のハイルブロンフランケン地方（ハイルブロンなど）、ハイデルベルク、ラーデンブルク、カールスルーエや、ラインラント地方の南東部のシュパイアーなども含まれる。

## 歴史と地理
東フランク王国時代に成立したフランケン大公領を直接の起源とする。神聖ローマ帝国の成立に伴い大公領は解体され、その後はヴュルツブルク司教領、バンベルク司教領や、ホーエンツォレルン家のアンスバッハ侯領、バイロイト侯領など、多くの領邦や自治都市の集まった地域であったが、連合してフランケン帝国クライスを形成し、一地域と認識されていた。ホーエンツォレルン家のアンスバッハ辺境伯アルブレヒト・アヒレスとクルムバッハ辺境伯アルブレヒト・アルキビアデスはフランケン地方の統合とフランケン公領の創設を目論んで戦争を引き起こしたが（第一次辺境伯戦争・第二次辺境伯戦争）、いずれも失敗に終わった。
19世紀初頭、神聖ローマ帝国の解体後はバイエルン選帝侯領の拡張に伴って併合され、バイエルン王国の一部となった。このような経緯から、方言や文化的にも、ミュンヘンを中心としたバイエルン州南部のいわゆるバイエルン地方とは一風異なった、むしろテューリンゲンやヘッセンなどと近しい中部ドイツ文化圏を形成する地域である。カトリック圏といわれるバイエルン州にあって、比較的プロテスタントの一つであるルター派が優勢（特に旧司教領を除く地域で）な地域でもある。
ヴュルツブルクを中心にフランケンワインの名産地として知られる。ロマンティック街道が南北に、古城街道が東西に通る観光の要所である。
なお、地域名称としてのフランケンという語はフランク族に由来するが、古代ローマ帝国時代や民族大移動期の歴史上の「フランク族」の居住地とは必ずしも一致しない（現在の「フランケン地方」は、当時のフランク族領域の東端に位置する）。歴史的には、バーデン＝ヴュルテンベルク州北部や、ラインラントからベルギー、オランダにかけた広い地域がフランク族の領域という意味での「フランケン」といえる。
その地域のドイツ語（広義的にはルクセンブルク語・オランダ語を含む）は、ドイツ語の方言分類上「フランケン方言」（Fränkisch）と類型される。

## 主要都市

### 郡に属さない独立市
1. アンスバッハ - Ansbach (AN)
2. アシャッフェンブルク - Aschaffenburg (AB)
3. バンベルク - Bamberg (BA)
4. バイロイト - Bayreuth (BT)
5. コーブルク - Coburg (CO)
6. フュルト Fürth (FÜ)
7. ホーフ - Hof (HO)
8. ニュルンベルク - Nürnberg (N)
9. シュヴァーバッハ - Schwabach (SC)
10. シュヴァインフルト - Schweinfurt (SW)
11. ヴュルツブルク - Würzburg (WÜ)

### その他のロマンティック街道の街
1. ローテンブルク - Rothenburg ob der Tauber
2. ディンケルスビュール - Dinkelsbühl
3. ネルトリンゲン - Nördlingen

### その他のフランケン地域
※バーデン＝ヴュルテンベルク州北部のハイルブロンフランケン地方があり、ハイルブロン市が上級中心都市となる。地域内に以下の都市を中心とする中地域が存在する。

### 郡および主な市
1. ハイルブロン郡 - Landkreis Heilbronn
2. ホーエンローエ郡 - Hohenlohekreis
3. マイン＝タウバー郡 - Main-Tauber-Kreis
4. シュヴェービッシュ・ハル郡 - Landkreis Schwäbisch Hall
5. バート・メルゲントハイム - Bad Mergentheim
6. クライルスハイム - Crailsheim
7. ハイルブロン - Heilbronn
8. キュンツェルスアウ - Künzelsau
9. ネッカーズルム - Neckarsulm
10. エーリンゲン - Öhringen
11. シュヴェービッシュ・ハル - Schwäbisch Hall
12. タウバービショフスハイム - Tauberbischofsheim
13. ヴェルトハイム - Wertheim